# Billy Halop
William Halop, detto Billy (Queens, 11 febbraio 1920 – Brentwood, 9 novembre 1976), è stato un attore statunitense.

## Filmografia parziale

### Cinema
- Strada sbarrata (Dead End), regia di William Wyler (1937)
- Gli angeli con la faccia sporca (Angels with Dirty Faces), regia di Michael Curtiz (1938)
- Acciaio umano (Hell's Kitchen), regia di Lewis Seiler e E.A. Dupont (1939)
- Sea Raiders, regia di Ford Beebe e John Rawlins (1941)
- Dangerous Years, regia di Arthur Pierson (1947)

### Televisione
- Telephone Time – serie TV, episodio 2x17 (1957)
- Ricercato vivo o morto (Wanted: Dead or Alive) – serie TV, episodio 2x17 (1960)
- Going My Way – serie TV, episodio 1x30 (1963)
- Arcibaldo (All in the Family) - serie TV, 10 episodi (1971-1976)